# NGC 6155
NGC 6155 је спирална галаксија у сазвежђу Херкул која се налази на NGC листи објеката дубоког неба.
Деклинација објекта је + 48° 22' 3" а ректасцензија 16h 26m 8,3s. Привидна величина (магнитуда) објекта NGC 6155 износи 12,4 а фотографска магнитуда 13,1. NGC 6155 је још познат и под ознакама UGC 10385, MCG 8-30-13, CGCG 251-18, IRAS 16247+4828, PGC 58115.